# Marcos Parente
Marcos Parente is een gemeente in de Braziliaanse deelstaat Piauí. De gemeente telt 4.297 inwoners (schatting 2009).